# مارگراف
مارگراف یا مارک‌گراف (به آلمانی: :Markgraf)، (به انگلیسی: Marquess یا Margrave)، (به فرانسوی: Marquis)، لقبی برای اشراف‌زادگان درباری در آلمان است که بر یک مارک حکمرانی می‌کردند.
مارک‌ها سرزمین‌هایی در مناطق مرزی امپراتوری فرانک (که خطر حملهٔ دشمنان خارجی به این مناطق وجود داشت) در زمان پادشاهی کارولنژی‌ها بودند.
وظیفهٔ اصلی مارگراف‌ها دفاع از این مناطق بود.